# 青山虎之助
青山 虎之助（あおやま とらのすけ、生没年不詳）は、甲賀流忍者。徳川家康に仕えた。
永禄7年（1564年）に起きた三河一向一揆鎮圧の際、家康の命により、一揆側の立て籠もる碧海郡佐々木の上宮寺へ、同行した深津九八郎とともに忍び込んだ。放火して味方をひきいれる策だった。しかし、発見され斬首になった。
| スタブアイコン | サブスタブ | この項目は、まだ閲覧者の調べものの参照としては役立たない、人物に関連した書きかけの項目です。この項目を加筆・訂正などしてくださる協力者を求めています（P:人物伝/PJ:人物伝）。 |